# Neoitamus affinis
Neoitamus affinis är en tvåvingeart som först beskrevs av Samuel Wendell Williston  1893.  Neoitamus affinis ingår i släktet Neoitamus och familjen rovflugor. Inga underarter finns listade i Catalogue of Life.